# Улица Запарина
Улица Запарина — улица в Хабаровске, проходит через исторический центр города как продолжение Пионерской улицы параллельно руслу Амура до Брестской улицы.

## История

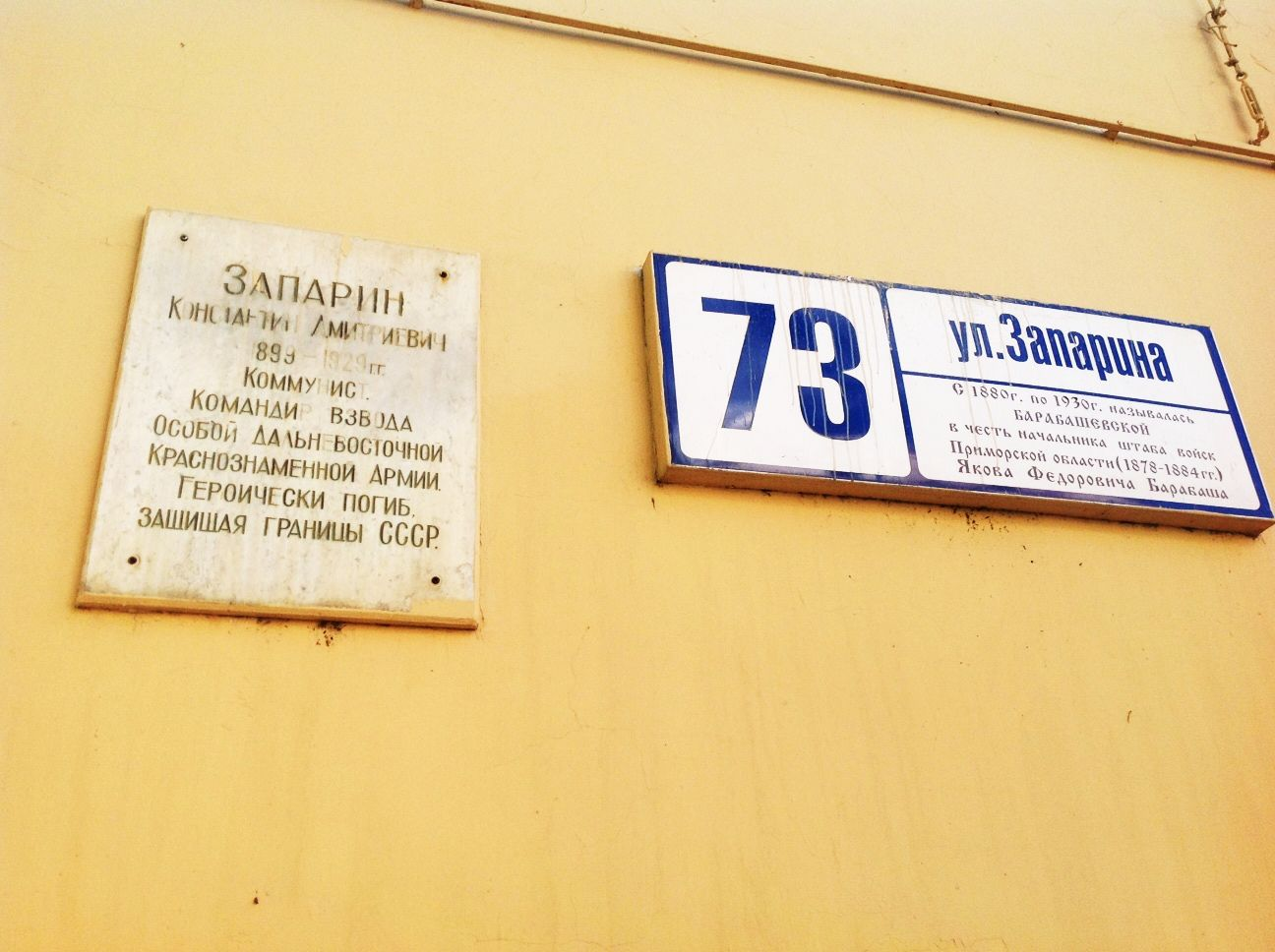
Мемориальная доска Запарину на здании кинотеатра «Гигант» по ул. Запарина, 73 в Хабаровске.

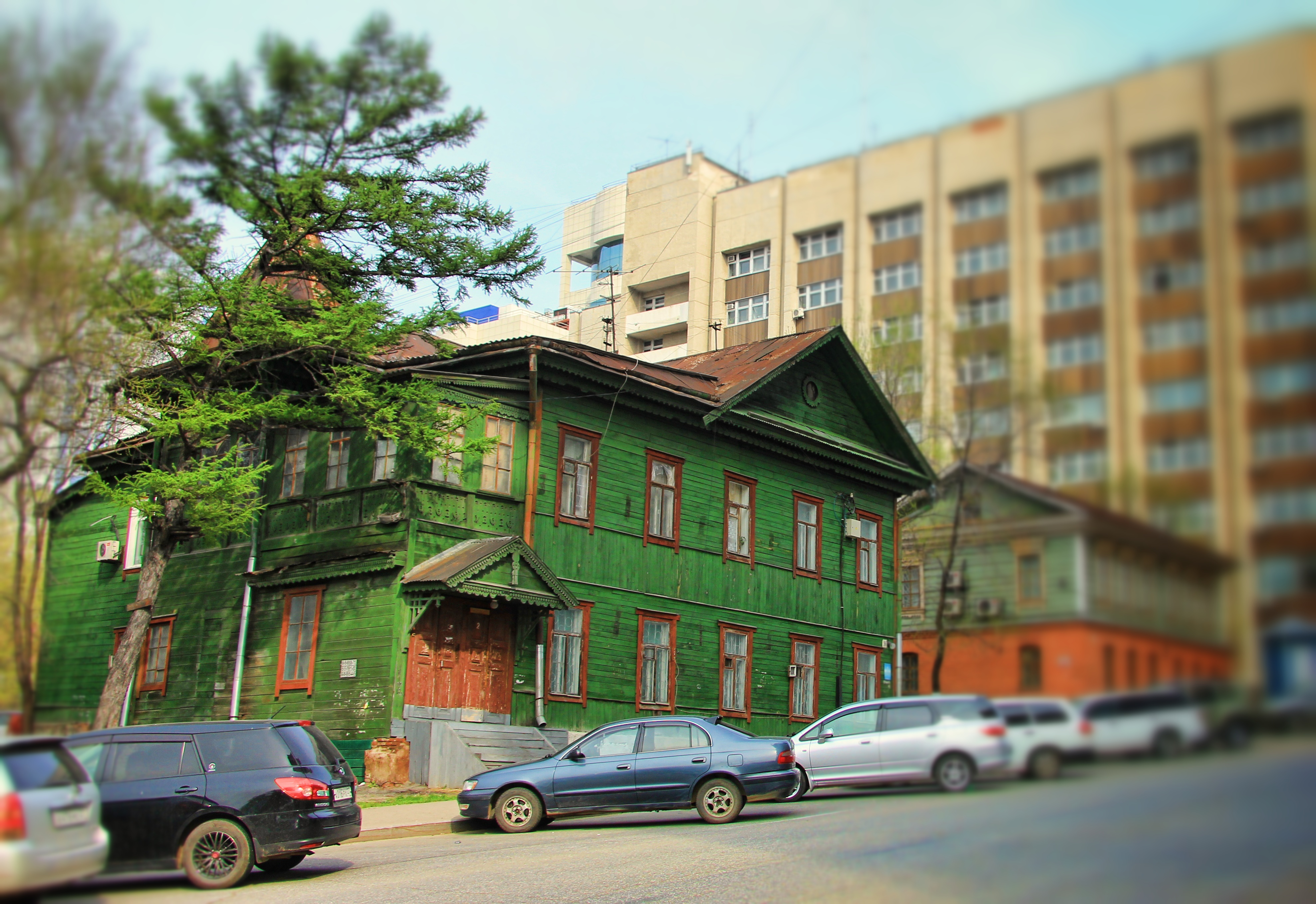
д. 96

Историческое название — Барабашевская в честь русского генерала Я. Ф. Барабаша (1838—1910).
Современное название, с 1930 года, в честь красного командира Константина Дмитриевича Запарина (1899—1929). По решению Хабаровского крайисполкома от 17.10.1972 на здании кинотеатра «Гигант» (д. 73) установлена мемориальная доска.
В 1897 году пустошь, покрытую кустарником и бурьяном, в начале улицы (в районе современного д. 2—2 «а») выкупил начинающий селекционер Пётр Шуранов, построил собственный дом и разбил сад. Упорно трудясь на своём участке, Шуранов создал десятки плодовых и овощных культур, которые вошли в дальневосточный генофонд садоводства.
Дом госпожи по ул. Барабашевской (Запарина, 141),
В 1905—1907 годах в доме Князевой (д. 141, не сохранился) проходили нелегальные собрания рабочих паровой мельницы, макаронной и табачной фабрик, винокуренного завода и окружного Арсенала, а в 1919—1922 годах находилась конспиративная квартира революционеров-подпольщиков.
Мемориальная доска установлена адмиралу Н. Г. Кузнецову в 1996 году на д. 118, адмирал жил в этом доме с 1948 по 1950 год.
Проведено QR-кодирование улицы, табличка размещена на д. 76

## Достопримечательности

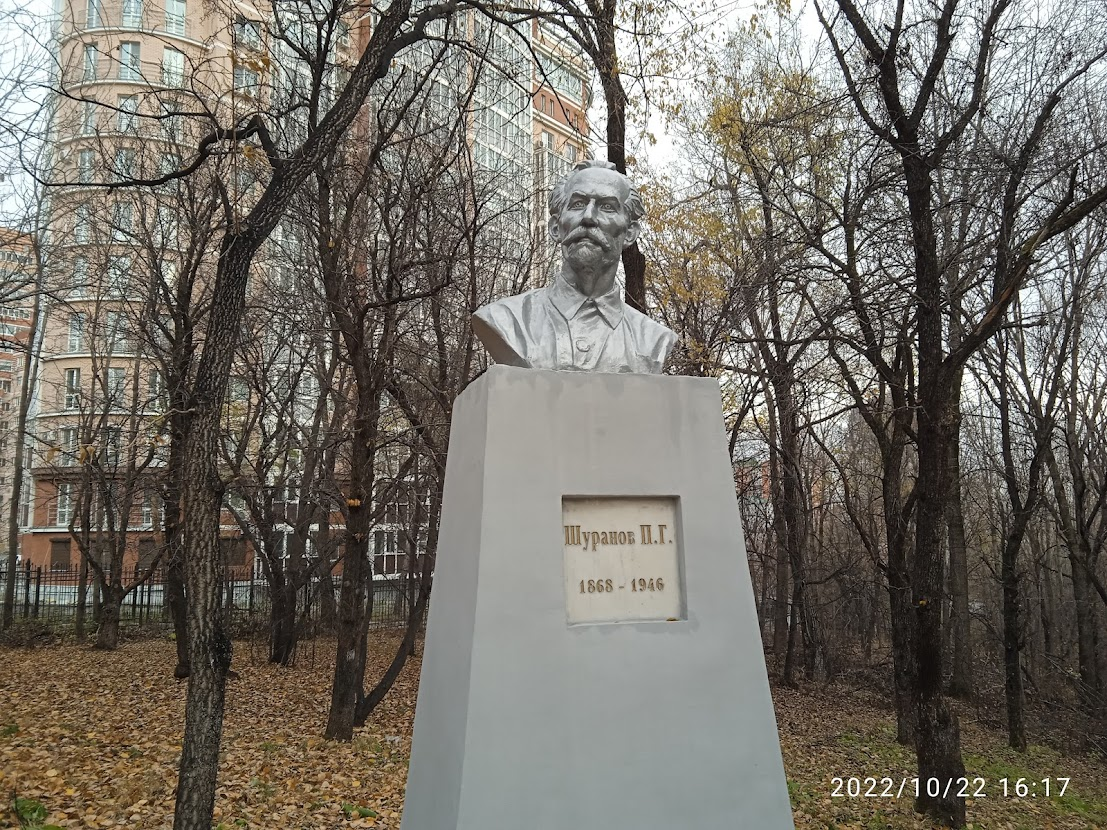
Могила П.Г. Шуранова в питомнике его имени в Хабаровске

д. 2 — Могила садовода-селекционера П. Г. Шуранова (1868—1946)
д. 5 — Дом доходный Н. Т. Грибули
д. 11 — Дом доходный Д. В. Доды
д. 26 — Доходный дом И. П. Плешко (1905)
д. 43 — Дом жилой Г. К. Борисова
д. 51 — Дом доходный Н. И. Ламеховой
д. 57 — Дом доходный А. А. Рассушина
д. 63 — Дом жилой И. К. Волковинского
д. 82 — Дом доходный Я. И. Фролова
д. 84 — Дом доходный А. М. Валуева
д. 85 — Дом доходный Я. В. Домбровского
д. 88 — Дом жилой И. И. Еремеева
д. 94 — Дом доходный Н. Р. Кровякова
д. 96 — Дом жилой архитектора С. О. Бера
д. 118 — Дом жилой

## Известные жители
д. 2 — селекционер П. Г. Шуранов (мемориальная доска)
д. 85 — известный литератор и общественный деятель А. И. Фыгин
д. 90 — Григорий Ходжер (мемориальная доска)
д. 118 — адмирал Н. Г. Кузнецов (мемориальная доска)
Художник Н. М. Рогаль

## Галерея

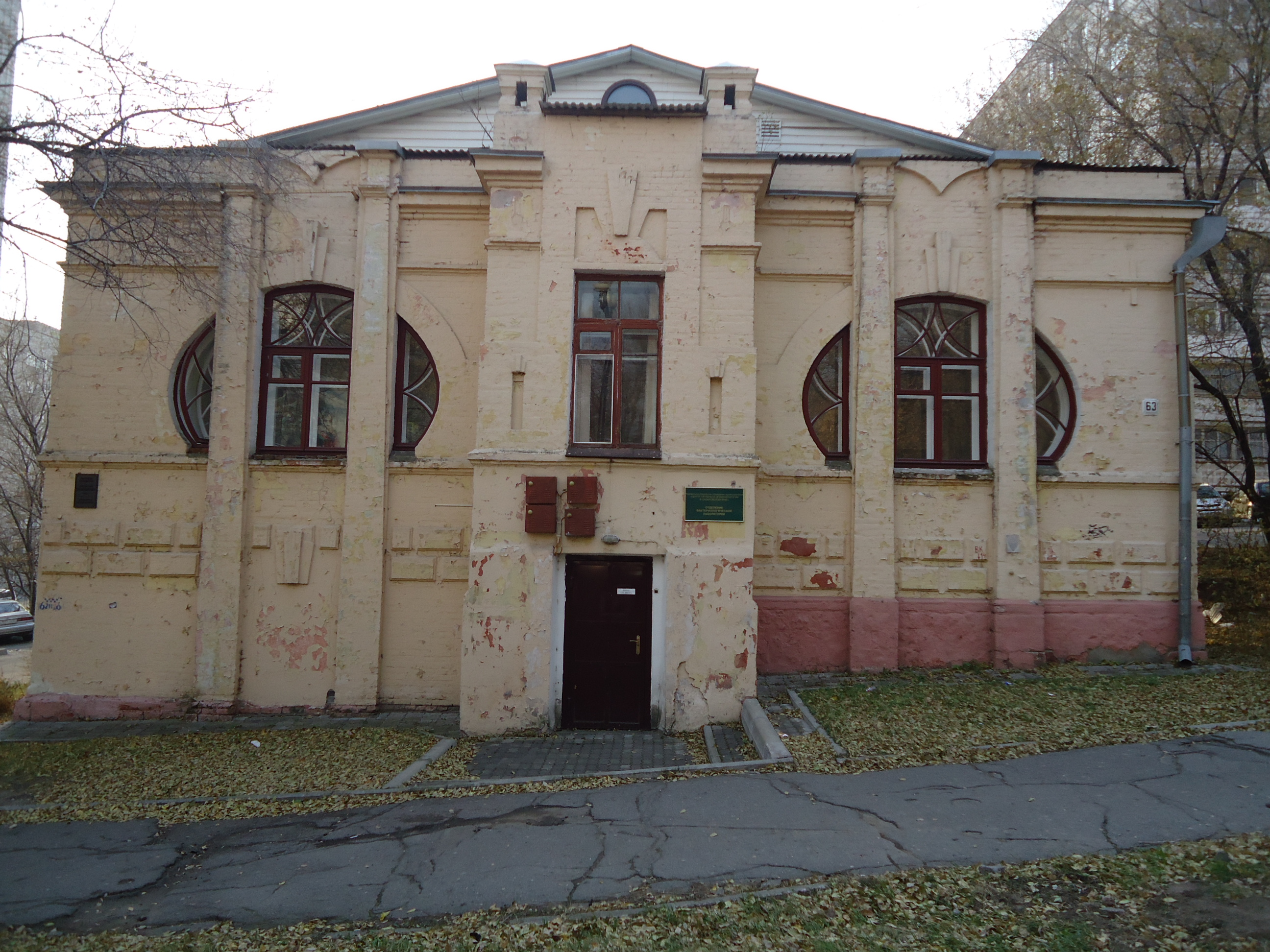
Жилой дом И. К. Волковинского
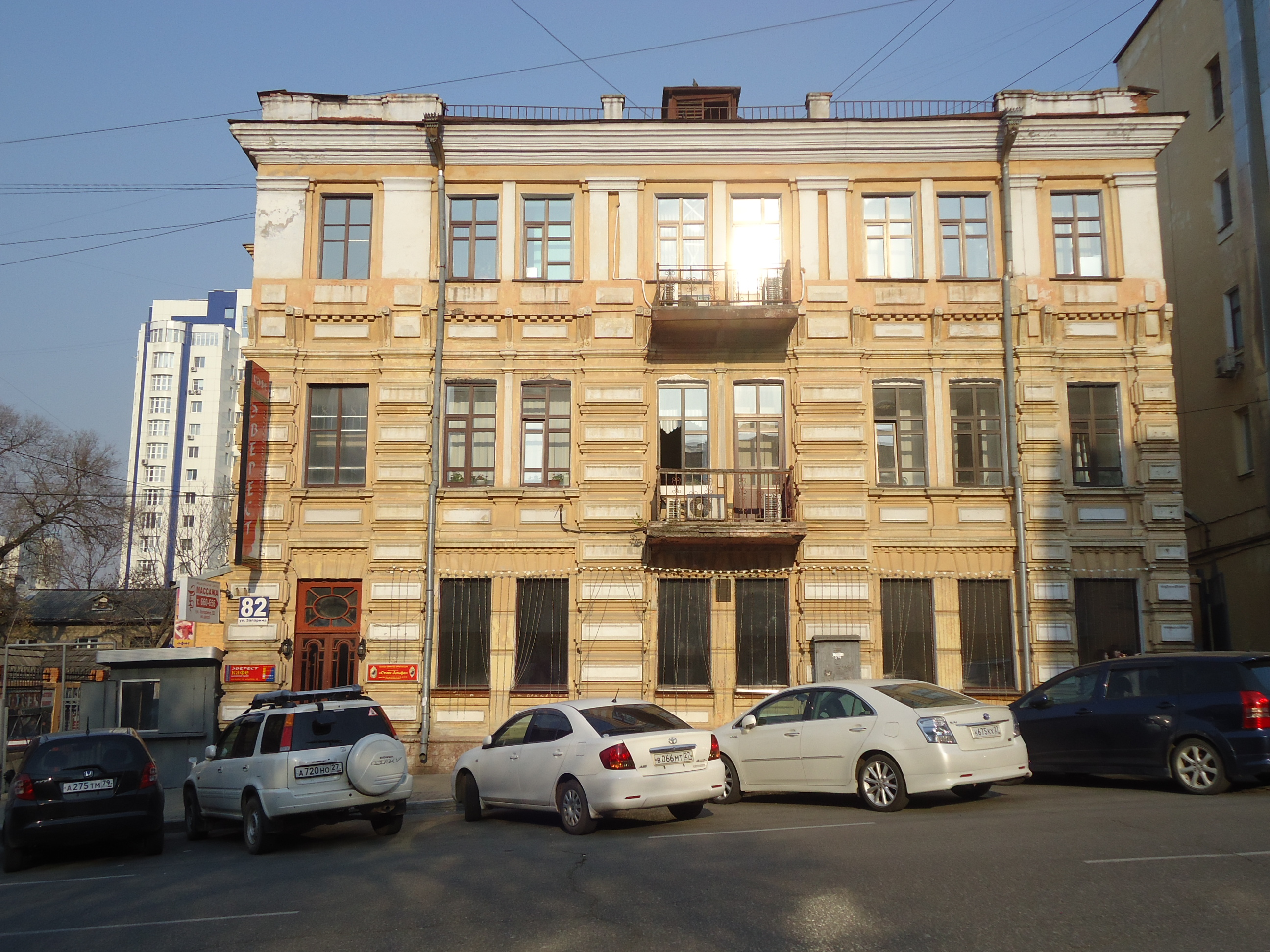
Доходный дом Я. И. Фролова
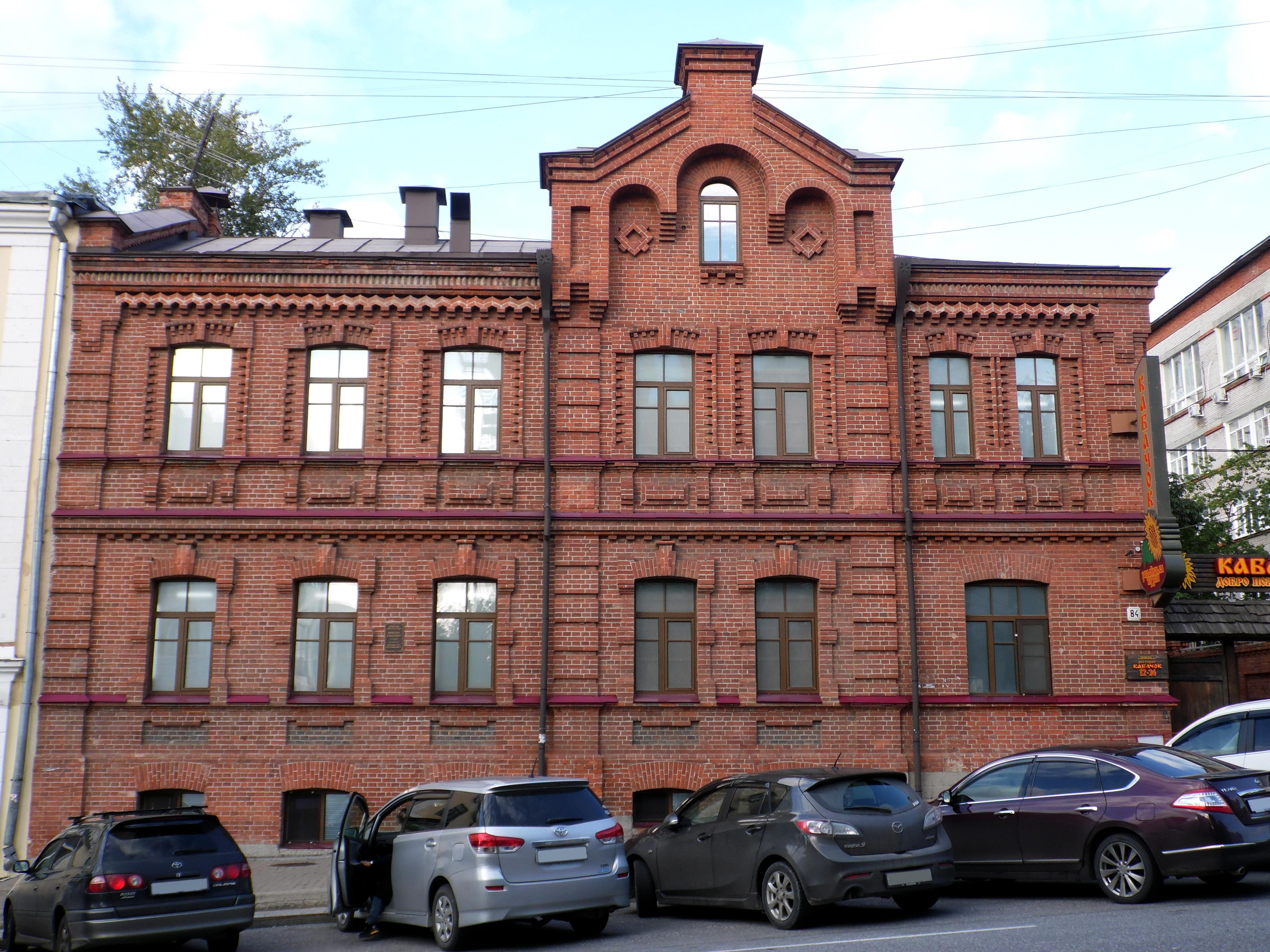
Запарина, 84
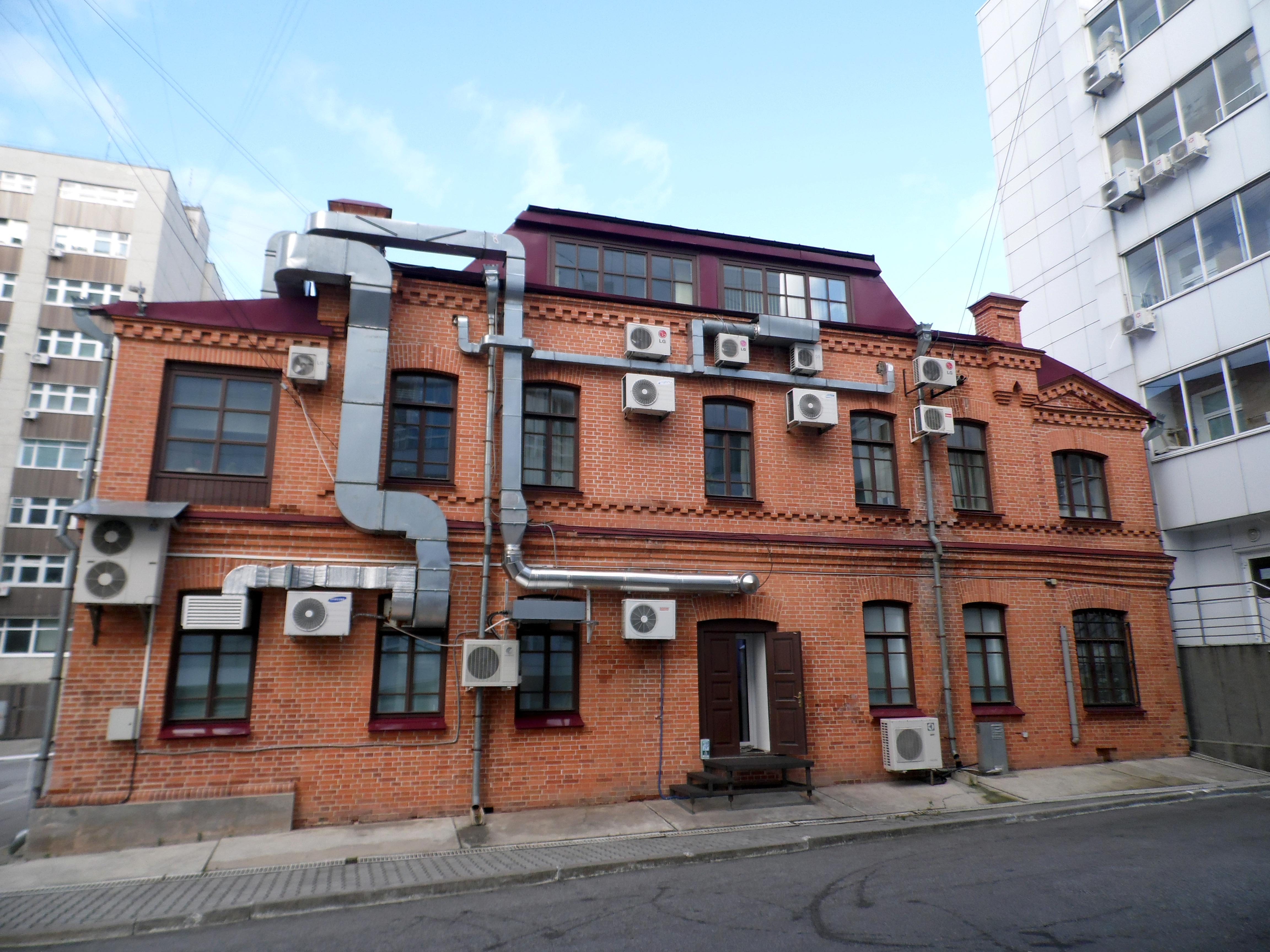
Запарина, 85
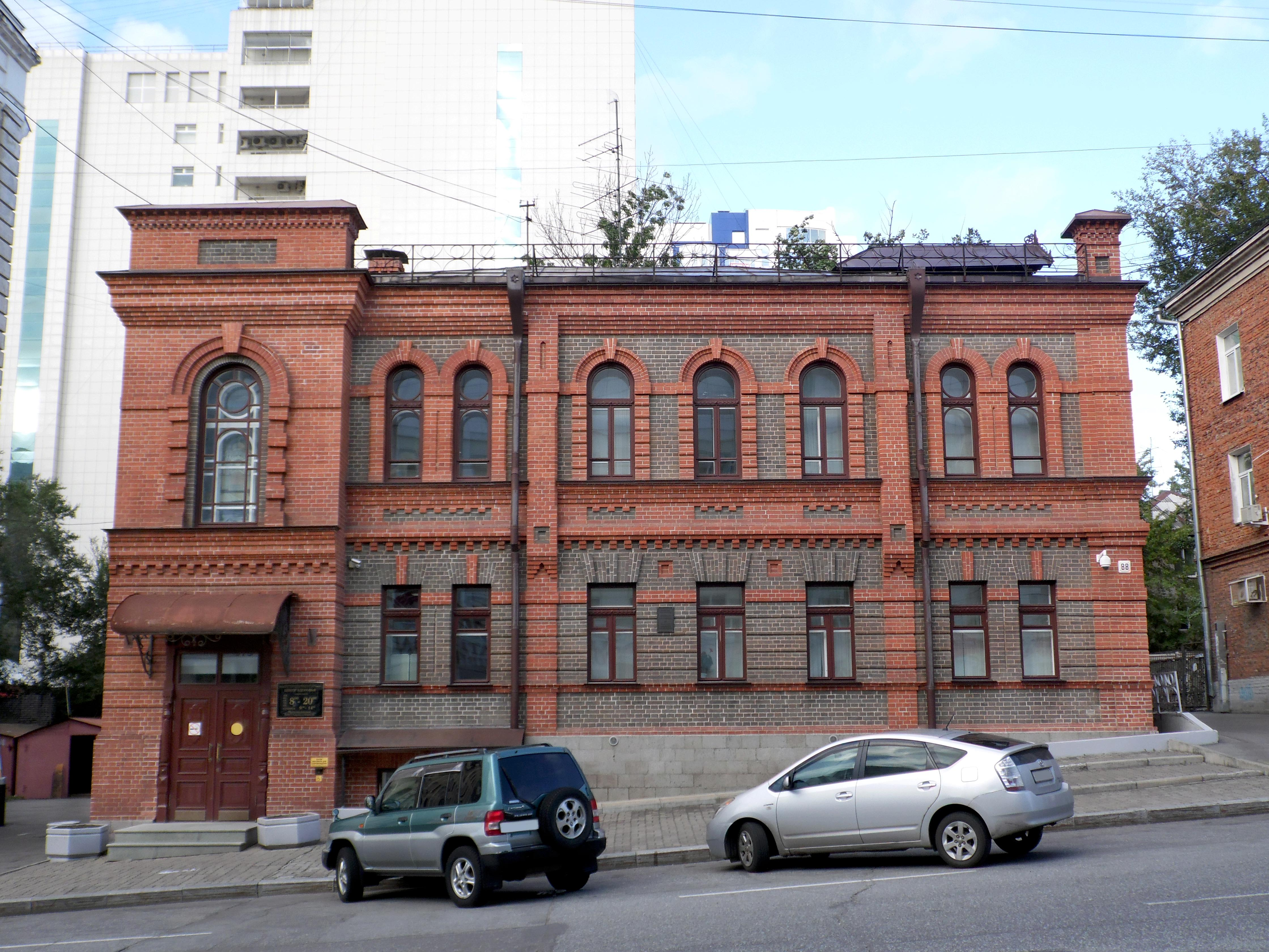
Запарина, 88